# Tour de l'Avenir de 2017
A 54.ª edição do Tour de l'Avenir (nome oficial em francês: Tour de l'Avenir) foi uma corrida de ciclismo de estrada por etapas que se celebrou entre 18 e 27 de agosto de 2017 na França com início na cidade de Loudéac e final em Albiez-Montrond sobre um percurso total de 1201,2 quilómetros.
A corrida fez parte do UCI Europe Tour de 2017, dentro da categoria UCI 2.ncup (Copa das Nações UCI sub-23 limitada a corredores menores de 23 anos.)
O Tour de l'Avenir é a concorrência mais importante do mundo para corredores juvenis baixo a organização dos mesmo do Tour de France, nela intervieram seleções nacionais e equipas ciclistas sub-23 convidados pela organização. Pela primeira vez a corrida foi transmitida por televisão para Europa e América do Sul.
A corrida foi vencida pelo corredor colombiano Egan Bernal da seleção nacional sub-23 da Colômbia, em segundo lugar Bjorg Lambrecht da seleção nacional sub-23 da Bélgica e em terceiro lugar Niklas Eg da seleção nacional sub-23 da Dinamarca.

## Equipas participantes
Tomaram parte na corrida 24 equipas: 22 seleções nacionais e 2 equipas de categoria amador sub-23 regionais da França. Formando assim um pelotão de 144 ciclistas dos que acabaram 107. As equipas participantes foram:
| Equipes nacionais (22)- Alemanha U23 - Austrália U23 - Áustria U23 - Bielorrússia U23 - Bélgica U23 - Colômbia U23 - Dinamarca U23 - Estados Unidos U23 - França U23 - Grã-Bretanha U23 - República da Irlanda U23 - Itália U23 - Japão U23 - Luxemburgo U23 - Marrocos U23 - Noruega U23 - Países Baixos U23 - Polónia U23 - Portugal U23 - Chéquia U23 - Rússia U23 - Suíça U23 Equipes amadoras de ciclismo (2)- Auvergne-Rhône-Alpes U23 - Bretagne espoirs |
| |

## Percorrido
O Tour de l'Avenir dispôs de 9 etapas para um percurso total de 1201,2 quilómetros com início na cidade de Loudéac e final em Albiez-Montrond, compreendendo 3 etapas em media montanha, 3 etapas planas e 3 etapas de alta montanha.
| Etapa | Data    | Percurso                              | type            | Distância (km) | Vencedor             | Líder geral    |
| ----- | ------- | ------------------------------------- | --------------- | -------------- | -------------------- | -------------- |
| 1     | 18 ago. | Loudéac – Loudéac                     | etapa escarpada | 134            | Kasper Asgreen       | Kasper Asgreen |
| 2     | 19 ago. | Inzinzac-Lochrist – Bignan            | etapa escarpada | 132,4          | Fabio Jakobsen       | Kasper Asgreen |
| 3     | 20 ago. | Missillac – Châteaubriant             | etapa escarpada | 125,7          | Kristoffer Halvorsen | Kasper Asgreen |
| 4     | 21 ago. | Derval – Saumur                       | etapa plana     | 166,6          | Christopher Lawless  | Kasper Asgreen |
| 5     | 22 ago. | Montreuil-Bellay – Amboise            | etapa plana     | 157,1          | Vasili Strokau       | Patrick Gamper |
| 6     | 23 ago. | Montrichard – Saint-Amand-Montrond    | etapa plana     | 139,1          | Álvaro Hodeg         | Patrick Gamper |
| 7     | 25 ago. | Saint-Gervais-les-Bains – Hauteluce   | alta montanha   | 118,4          | Egan Bernal          | Egan Bernal    |
| 8     | 26 ago. | Albertville – Sainte-Foy-Tarentaise   | alta montanha   | 120,5          | Egan Bernal          | Egan Bernal    |
| 9     | 27 ago. | Bourg Saint Maurice – Albiez-Montrond | alta montanha   | 107,4          | Pavel Sivakov        | Egan Bernal    |

## Desenvolvimento da corrida

### 1.ª etapa
| Loudéac - Loudéac | etapa escarpada | (134 km) |

| \| Classificação por etapas \| Classificação por etapas \| Classificação por etapas \| Classificação por etapas \| Classificação por etapas \| \| Ciclista \| Ciclista \| Equipe \| Tempo \| \| \| ------------------------ \| ------------------------ \| ------------------------ \| ------------------------ \| ------------------------ \| \| 1. \| Kasper Asgreen \| Dinamarca U23 \| 3h03m54s \| \| \| 2. \| Kristoffer Halvorsen \| Noruega U23 \| + 4s \| \| \| 3. \| Imerio Cima \| Itália U23 \| + 4s \| \| \| 4. \| Emmanuel Morin \| França U23 \| + 4s \| \| \| 5. \| Oliver Wood \| Grã-Bretanha U23 \| + 4s \| \| \| 6. \| Alan Banaszek \| Polónia U23 \| + 4s \| \| \| 7. \| Mark Downey \| República da Irlanda U23 \| + 4s \| \| \| 8. \| Valentin Madouas \| França U23 \| + 4s \| \| \| 9. \| Aleksandr Riabushenko \| Bielorrússia U23 \| + 4s \| \| \| 10. \| Álvaro Hodeg \| Colômbia U23 \| + 4s \| \| |                       |                          |          |
| |                       |                          |          |
| |                       |                          |          |
| Classificação por etapas |                       |                          |          |
| Ciclista | Ciclista              | Equipe                   | Tempo    |
| 1. | Kasper Asgreen        | Dinamarca U23            | 3h03m54s |
| 2. | Kristoffer Halvorsen  | Noruega U23              | + 4s     |
| 3. | Imerio Cima           | Itália U23               | + 4s     |
| 4. | Emmanuel Morin        | França U23               | + 4s     |
| 5. | Oliver Wood           | Grã-Bretanha U23         | + 4s     |
| 6. | Alan Banaszek         | Polónia U23              | + 4s     |
| 7. | Mark Downey           | República da Irlanda U23 | + 4s     |
| 8. | Valentin Madouas      | França U23               | + 4s     |
| 9. | Aleksandr Riabushenko | Bielorrússia U23         | + 4s     |
| 10. | Álvaro Hodeg          | Colômbia U23             | + 4s     |

| \| Classificação geral \| Classificação geral \| Classificação geral \| Classificação geral \| Classificação geral \| \| Ciclista \| Ciclista \| Equipe \| Tempo \| \| \| ------------------- \| --------------------- \| ------------------------ \| ------------------- \| ------------------- \| \| 1. \| Kasper Asgreen \| Dinamarca U23 \| 3h03m54s \| \| \| 2. \| Kristoffer Halvorsen \| Noruega U23 \| + 4s \| \| \| 3. \| Imerio Cima \| Itália U23 \| + 4s \| \| \| 4. \| Emmanuel Morin \| França U23 \| + 4s \| \| \| 5. \| Oliver Wood \| Grã-Bretanha U23 \| + 4s \| \| \| 6. \| Alan Banaszek \| Polónia U23 \| + 4s \| \| \| 7. \| Mark Downey \| República da Irlanda U23 \| + 4s \| \| \| 8. \| Valentin Madouas \| França U23 \| + 4s \| \| \| 9. \| Aleksandr Riabushenko \| Bielorrússia U23 \| + 4s \| \| \| 10. \| Álvaro Hodeg \| Colômbia U23 \| + 4s \| \| |                       |                          |          |
| |                       |                          |          |
| |                       |                          |          |
| Classificação geral |                       |                          |          |
| Ciclista | Ciclista              | Equipe                   | Tempo    |
| 1. | Kasper Asgreen        | Dinamarca U23            | 3h03m54s |
| 2. | Kristoffer Halvorsen  | Noruega U23              | + 4s     |
| 3. | Imerio Cima           | Itália U23               | + 4s     |
| 4. | Emmanuel Morin        | França U23               | + 4s     |
| 5. | Oliver Wood           | Grã-Bretanha U23         | + 4s     |
| 6. | Alan Banaszek         | Polónia U23              | + 4s     |
| 7. | Mark Downey           | República da Irlanda U23 | + 4s     |
| 8. | Valentin Madouas      | França U23               | + 4s     |
| 9. | Aleksandr Riabushenko | Bielorrússia U23         | + 4s     |
| 10. | Álvaro Hodeg          | Colômbia U23             | + 4s     |

### 2.ª etapa
| Inzinzac-Lochrist - Bignan | etapa escarpada | (132,4 km) |

| \| Classificação por etapas \| Classificação por etapas \| Classificação por etapas \| Classificação por etapas \| Classificação por etapas \| \| Ciclista \| Ciclista \| Equipe \| Tempo \| \| \| ------------------------ \| ------------------------ \| ------------------------ \| ------------------------ \| ------------------------ \| \| 1. \| Fabio Jakobsen \| Países Baixos U23 \| 3h05m28s \| \| \| 2. \| Álvaro Hodeg \| Colômbia U23 \| + 0s \| \| \| 3. \| Kristoffer Halvorsen \| Noruega U23 \| + 0s \| \| \| 4. \| Aleksandr Riabushenko \| Bielorrússia U23 \| + 0s \| \| \| 5. \| Joris Nieuwenhuis \| Países Baixos U23 \| + 0s \| \| \| 6. \| Michał Paluta \| Polónia U23 \| + 0s \| \| \| 7. \| Alan Banaszek \| Polónia U23 \| + 0s \| \| \| 8. \| Uladzimir Harakhavik \| Bielorrússia U23 \| + 0s \| \| \| 9. \| Dmitry Strakhov \| Rússia U23 \| + 0s \| \| \| 10. \| Bjorg Lambrecht \| Bélgica U23 \| + 0s \| \| |                       |                   |          |
| |                       |                   |          |
| |                       |                   |          |
| Classificação por etapas |                       |                   |          |
| Ciclista | Ciclista              | Equipe            | Tempo    |
| 1. | Fabio Jakobsen        | Países Baixos U23 | 3h05m28s |
| 2. | Álvaro Hodeg          | Colômbia U23      | + 0s     |
| 3. | Kristoffer Halvorsen  | Noruega U23       | + 0s     |
| 4. | Aleksandr Riabushenko | Bielorrússia U23  | + 0s     |
| 5. | Joris Nieuwenhuis     | Países Baixos U23 | + 0s     |
| 6. | Michał Paluta         | Polónia U23       | + 0s     |
| 7. | Alan Banaszek         | Polónia U23       | + 0s     |
| 8. | Uladzimir Harakhavik  | Bielorrússia U23  | + 0s     |
| 9. | Dmitry Strakhov       | Rússia U23        | + 0s     |
| 10. | Bjorg Lambrecht       | Bélgica U23       | + 0s     |

| \| Classificação geral \| Classificação geral \| Classificação geral \| Classificação geral \| Classificação geral \| \| Ciclista \| Ciclista \| Equipe \| Tempo \| \| \| ------------------- \| --------------------- \| ------------------------ \| ------------------- \| ------------------- \| \| 1. \| Kasper Asgreen \| Dinamarca U23 \| 6h09m22s \| \| \| 2. \| Kristoffer Halvorsen \| Noruega U23 \| + 4s \| \| \| 3. \| Álvaro Hodeg \| Colômbia U23 \| + 4s \| \| \| 4. \| Aleksandr Riabushenko \| Bielorrússia U23 \| + 4s \| \| \| 5. \| Alan Banaszek \| Polónia U23 \| + 4s \| \| \| 6. \| Valentin Madouas \| França U23 \| + 4s \| \| \| 7. \| Simon Guglielmi \| Auvergne-Rhône-Alpes U23 \| + 4s \| \| \| 8. \| Anders Skaarseth \| Noruega U23 \| + 4s \| \| \| 9. \| Oliver Wood \| Grã-Bretanha U23 \| + 4s \| \| \| 10. \| Bjorg Lambrecht \| Bélgica U23 \| + 4s \| \| |                       |                          |          |
| |                       |                          |          |
| |                       |                          |          |
| Classificação geral |                       |                          |          |
| Ciclista | Ciclista              | Equipe                   | Tempo    |
| 1. | Kasper Asgreen        | Dinamarca U23            | 6h09m22s |
| 2. | Kristoffer Halvorsen  | Noruega U23              | + 4s     |
| 3. | Álvaro Hodeg          | Colômbia U23             | + 4s     |
| 4. | Aleksandr Riabushenko | Bielorrússia U23         | + 4s     |
| 5. | Alan Banaszek         | Polónia U23              | + 4s     |
| 6. | Valentin Madouas      | França U23               | + 4s     |
| 7. | Simon Guglielmi       | Auvergne-Rhône-Alpes U23 | + 4s     |
| 8. | Anders Skaarseth      | Noruega U23              | + 4s     |
| 9. | Oliver Wood           | Grã-Bretanha U23         | + 4s     |
| 10. | Bjorg Lambrecht       | Bélgica U23              | + 4s     |

### 3.ª etapa
| Missillac - Châteaubriant | etapa escarpada | (125,7 km) |

| \| Classificação por etapas \| Classificação por etapas \| Classificação por etapas \| Classificação por etapas \| Classificação por etapas \| \| Ciclista \| Ciclista \| Equipe \| Tempo \| \| \| ------------------------ \| ------------------------ \| ------------------------ \| ------------------------ \| ------------------------ \| \| 1. \| Kristoffer Halvorsen \| Noruega U23 \| 2h56m05s \| \| \| 2. \| Álvaro Hodeg \| Colômbia U23 \| + 0s \| \| \| 3. \| Christopher Lawless \| Grã-Bretanha U23 \| + 0s \| \| \| 4. \| Clément Russo \| França U23 \| + 0s \| \| \| 5. \| Alan Banaszek \| Polónia U23 \| + 0s \| \| \| 6. \| Fabio Jakobsen \| Países Baixos U23 \| + 0s \| \| \| 7. \| Simon Sellier \| França U23 \| + 0s \| \| \| 8. \| Robert Stannard \| Austrália U23 \| + 0s \| \| \| 9. \| Rui Oliveira \| Portugal U23 \| + 0s \| \| \| 10. \| Lukas Ruegg \| Suíça U23 \| + 0s \| \| |                      |                   |          |
| |                      |                   |          |
| |                      |                   |          |
| Classificação por etapas |                      |                   |          |
| Ciclista | Ciclista             | Equipe            | Tempo    |
| 1. | Kristoffer Halvorsen | Noruega U23       | 2h56m05s |
| 2. | Álvaro Hodeg         | Colômbia U23      | + 0s     |
| 3. | Christopher Lawless  | Grã-Bretanha U23  | + 0s     |
| 4. | Clément Russo        | França U23        | + 0s     |
| 5. | Alan Banaszek        | Polónia U23       | + 0s     |
| 6. | Fabio Jakobsen       | Países Baixos U23 | + 0s     |
| 7. | Simon Sellier        | França U23        | + 0s     |
| 8. | Robert Stannard      | Austrália U23     | + 0s     |
| 9. | Rui Oliveira         | Portugal U23      | + 0s     |
| 10. | Lukas Ruegg          | Suíça U23         | + 0s     |

| \| Classificação geral \| Classificação geral \| Classificação geral \| Classificação geral \| Classificação geral \| \| Ciclista \| Ciclista \| Equipe \| Tempo \| \| \| ------------------- \| --------------------- \| ------------------------ \| ------------------- \| ------------------- \| \| 1. \| Kasper Asgreen \| Dinamarca U23 \| 9h05m27s \| \| \| 2. \| Kristoffer Halvorsen \| Noruega U23 \| + 4s \| \| \| 3. \| Álvaro Hodeg \| Colômbia U23 \| + 4s \| \| \| 4. \| Alan Banaszek \| Polónia U23 \| + 4s \| \| \| 5. \| Simon Guglielmi \| Auvergne-Rhône-Alpes U23 \| + 4s \| \| \| 6. \| Bjorg Lambrecht \| Bélgica U23 \| + 4s \| \| \| 7. \| Aleksandr Riabushenko \| Bielorrússia U23 \| + 4s \| \| \| 8. \| Joris Nieuwenhuis \| Países Baixos U23 \| + 4s \| \| \| 9. \| Neilson Powless \| Estados Unidos U23 \| + 4s \| \| \| 10. \| Giovanni Carboni \| Itália U23 \| + 4s \| \| |                       |                          |          |
| |                       |                          |          |
| |                       |                          |          |
| Classificação geral |                       |                          |          |
| Ciclista | Ciclista              | Equipe                   | Tempo    |
| 1. | Kasper Asgreen        | Dinamarca U23            | 9h05m27s |
| 2. | Kristoffer Halvorsen  | Noruega U23              | + 4s     |
| 3. | Álvaro Hodeg          | Colômbia U23             | + 4s     |
| 4. | Alan Banaszek         | Polónia U23              | + 4s     |
| 5. | Simon Guglielmi       | Auvergne-Rhône-Alpes U23 | + 4s     |
| 6. | Bjorg Lambrecht       | Bélgica U23              | + 4s     |
| 7. | Aleksandr Riabushenko | Bielorrússia U23         | + 4s     |
| 8. | Joris Nieuwenhuis     | Países Baixos U23        | + 4s     |
| 9. | Neilson Powless       | Estados Unidos U23       | + 4s     |
| 10. | Giovanni Carboni      | Itália U23               | + 4s     |

### 4.ª etapa
| Derval - Saumur | etapa plana | (166,6 km) |

| \| Classificação por etapas \| Classificação por etapas \| Classificação por etapas \| Classificação por etapas \| Classificação por etapas \| \| Ciclista \| Ciclista \| Equipe \| Tempo \| \| \| ------------------------ \| ------------------------ \| ------------------------ \| ------------------------ \| ------------------------ \| \| 1. \| Christopher Lawless \| Grã-Bretanha U23 \| 3h43m27s \| \| \| 2. \| Imerio Cima \| Itália U23 \| + 2s \| \| \| 3. \| Kristoffer Halvorsen \| Noruega U23 \| + 2s \| \| \| 4. \| Rui Oliveira \| Portugal U23 \| + 2s \| \| \| 5. \| Simon Sellier \| França U23 \| + 2s \| \| \| 6. \| Álvaro Hodeg \| Colômbia U23 \| + 2s \| \| \| 7. \| Alan Banaszek \| Polónia U23 \| + 2s \| \| \| 8. \| Mark Downey \| República da Irlanda U23 \| + 2s \| \| \| 9. \| Clément Russo \| França U23 \| + 2s \| \| \| 10. \| Neilson Powless \| Estados Unidos U23 \| + 2s \| \| |                      |                          |          |
| |                      |                          |          |
| |                      |                          |          |
| Classificação por etapas |                      |                          |          |
| Ciclista | Ciclista             | Equipe                   | Tempo    |
| 1. | Christopher Lawless  | Grã-Bretanha U23         | 3h43m27s |
| 2. | Imerio Cima          | Itália U23               | + 2s     |
| 3. | Kristoffer Halvorsen | Noruega U23              | + 2s     |
| 4. | Rui Oliveira         | Portugal U23             | + 2s     |
| 5. | Simon Sellier        | França U23               | + 2s     |
| 6. | Álvaro Hodeg         | Colômbia U23             | + 2s     |
| 7. | Alan Banaszek        | Polónia U23              | + 2s     |
| 8. | Mark Downey          | República da Irlanda U23 | + 2s     |
| 9. | Clément Russo        | França U23               | + 2s     |
| 10. | Neilson Powless      | Estados Unidos U23       | + 2s     |

| \| Classificação geral \| Classificação geral \| Classificação geral \| Classificação geral \| Classificação geral \| \| Ciclista \| Ciclista \| Equipe \| Tempo \| \| \| ------------------- \| -------------------- \| ------------------------ \| ------------------- \| ------------------- \| \| 1. \| Kasper Asgreen \| Dinamarca U23 \| 12h48m56s \| \| \| 2. \| Christopher Lawless \| Grã-Bretanha U23 \| + 2s \| \| \| 3. \| Kristoffer Halvorsen \| Noruega U23 \| + 4s \| \| \| 4. \| Álvaro Hodeg \| Colômbia U23 \| + 4s \| \| \| 5. \| Alan Banaszek \| Polónia U23 \| + 4s \| \| \| 6. \| Simon Guglielmi \| Auvergne-Rhône-Alpes U23 \| + 4s \| \| \| 7. \| Neilson Powless \| Estados Unidos U23 \| + 4s \| \| \| 8. \| Joris Nieuwenhuis \| Países Baixos U23 \| + 4s \| \| \| 9. \| Bjorg Lambrecht \| Bélgica U23 \| + 4s \| \| \| 10. \| Anders Skaarseth \| Noruega U23 \| + 4s \| \| |                      |                          |           |
| |                      |                          |           |
| |                      |                          |           |
| Classificação geral |                      |                          |           |
| Ciclista | Ciclista             | Equipe                   | Tempo     |
| 1. | Kasper Asgreen       | Dinamarca U23            | 12h48m56s |
| 2. | Christopher Lawless  | Grã-Bretanha U23         | + 2s      |
| 3. | Kristoffer Halvorsen | Noruega U23              | + 4s      |
| 4. | Álvaro Hodeg         | Colômbia U23             | + 4s      |
| 5. | Alan Banaszek        | Polónia U23              | + 4s      |
| 6. | Simon Guglielmi      | Auvergne-Rhône-Alpes U23 | + 4s      |
| 7. | Neilson Powless      | Estados Unidos U23       | + 4s      |
| 8. | Joris Nieuwenhuis    | Países Baixos U23        | + 4s      |
| 9. | Bjorg Lambrecht      | Bélgica U23              | + 4s      |
| 10. | Anders Skaarseth     | Noruega U23              | + 4s      |

### 5.ª etapa
| Montreuil-Bellay - Amboise | etapa plana | (157,1 km) |

| \| Classificação por etapas \| Classificação por etapas \| Classificação por etapas \| Classificação por etapas \| Classificação por etapas \| \| Ciclista \| Ciclista \| Equipe \| Tempo \| \| \| ------------------------ \| ------------------------ \| ------------------------ \| ------------------------ \| ------------------------ \| \| 1. \| Vasili Strokau \| Bielorrússia U23 \| 3h50m50s \| \| \| 2. \| Patrick Gamper \| Áustria U23 \| + 0s \| \| \| 3. \| Ilya Volkau \| Bielorrússia U23 \| + 13s \| \| \| 4. \| Kristoffer Halvorsen \| Noruega U23 \| + 3m49s \| \| \| 5. \| Álvaro Hodeg \| Colômbia U23 \| + 3m49s \| \| \| 6. \| Konrad Geßner \| Alemanha U23 \| + 3m49s \| \| \| 7. \| Oliver Wood \| Grã-Bretanha U23 \| + 3m49s \| \| \| 8. \| Alan Banaszek \| Polónia U23 \| + 3m49s \| \| \| 9. \| Uladzimir Harakhavik \| Bielorrússia U23 \| + 3m49s \| \| \| 10. \| Neilson Powless \| Estados Unidos U23 \| + 3m49s \| \| |                      |                    |          |
| |                      |                    |          |
| |                      |                    |          |
| Classificação por etapas |                      |                    |          |
| Ciclista | Ciclista             | Equipe             | Tempo    |
| 1. | Vasili Strokau       | Bielorrússia U23   | 3h50m50s |
| 2. | Patrick Gamper       | Áustria U23        | + 0s     |
| 3. | Ilya Volkau          | Bielorrússia U23   | + 13s    |
| 4. | Kristoffer Halvorsen | Noruega U23        | + 3m49s  |
| 5. | Álvaro Hodeg         | Colômbia U23       | + 3m49s  |
| 6. | Konrad Geßner        | Alemanha U23       | + 3m49s  |
| 7. | Oliver Wood          | Grã-Bretanha U23   | + 3m49s  |
| 8. | Alan Banaszek        | Polónia U23        | + 3m49s  |
| 9. | Uladzimir Harakhavik | Bielorrússia U23   | + 3m49s  |
| 10. | Neilson Powless      | Estados Unidos U23 | + 3m49s  |

| \| Classificação geral \| Classificação geral \| Classificação geral \| Classificação geral \| Classificação geral \| \| Ciclista \| Ciclista \| Equipe \| Tempo \| \| \| ------------------- \| -------------------- \| ------------------------ \| ------------------- \| ------------------- \| \| 1. \| Patrick Gamper \| Áustria U23 \| 16h39m50s \| \| \| 2. \| Ilya Volkau \| Bielorrússia U23 \| + 1m23s \| \| \| 3. \| Kasper Asgreen \| Dinamarca U23 \| + 3m45s \| \| \| 4. \| Christopher Lawless \| Grã-Bretanha U23 \| + 3m47s \| \| \| 5. \| Kristoffer Halvorsen \| Noruega U23 \| + 3m49s \| \| \| 6. \| Álvaro Hodeg \| Colômbia U23 \| + 3m49s \| \| \| 7. \| Alan Banaszek \| Polónia U23 \| + 3m49s \| \| \| 8. \| Simon Guglielmi \| Auvergne-Rhône-Alpes U23 \| + 3m49s \| \| \| 9. \| Neilson Powless \| Estados Unidos U23 \| + 3m49s \| \| \| 10. \| Joris Nieuwenhuis \| Países Baixos U23 \| + 3m49s \| \| |                      |                          |           |
| |                      |                          |           |
| |                      |                          |           |
| Classificação geral |                      |                          |           |
| Ciclista | Ciclista             | Equipe                   | Tempo     |
| 1. | Patrick Gamper       | Áustria U23              | 16h39m50s |
| 2. | Ilya Volkau          | Bielorrússia U23         | + 1m23s   |
| 3. | Kasper Asgreen       | Dinamarca U23            | + 3m45s   |
| 4. | Christopher Lawless  | Grã-Bretanha U23         | + 3m47s   |
| 5. | Kristoffer Halvorsen | Noruega U23              | + 3m49s   |
| 6. | Álvaro Hodeg         | Colômbia U23             | + 3m49s   |
| 7. | Alan Banaszek        | Polónia U23              | + 3m49s   |
| 8. | Simon Guglielmi      | Auvergne-Rhône-Alpes U23 | + 3m49s   |
| 9. | Neilson Powless      | Estados Unidos U23       | + 3m49s   |
| 10. | Joris Nieuwenhuis    | Países Baixos U23        | + 3m49s   |

### 6.ª etapa
| Montrichard - Saint-Amand-Montrond | etapa plana | (139,1 km) |

| \| Classificação por etapas \| Classificação por etapas \| Classificação por etapas \| Classificação por etapas \| Classificação por etapas \| \| Ciclista \| Ciclista \| Equipe \| Tempo \| \| \| ------------------------ \| ------------------------ \| ------------------------ \| ------------------------ \| ------------------------ \| \| 1. \| Álvaro Hodeg \| Colômbia U23 \| 3h00m46s \| \| \| 2. \| Alan Banaszek \| Polónia U23 \| + 0s \| \| \| 3. \| Konrad Geßner \| Alemanha U23 \| + 0s \| \| \| 4. \| Kristoffer Halvorsen \| Noruega U23 \| + 0s \| \| \| 5. \| Clément Russo \| França U23 \| + 0s \| \| \| 6. \| Mark Downey \| República da Irlanda U23 \| + 0s \| \| \| 7. \| Michael O'Loughlin \| República da Irlanda U23 \| + 0s \| \| \| 8. \| Uladzimir Harakhavik \| Bielorrússia U23 \| + 0s \| \| \| 9. \| Francesco Romano \| Itália U23 \| + 0s \| \| \| 10. \| Fabio Jakobsen \| Países Baixos U23 \| + 0s \| \| |                      |                          |          |
| |                      |                          |          |
| |                      |                          |          |
| Classificação por etapas |                      |                          |          |
| Ciclista | Ciclista             | Equipe                   | Tempo    |
| 1. | Álvaro Hodeg         | Colômbia U23             | 3h00m46s |
| 2. | Alan Banaszek        | Polónia U23              | + 0s     |
| 3. | Konrad Geßner        | Alemanha U23             | + 0s     |
| 4. | Kristoffer Halvorsen | Noruega U23              | + 0s     |
| 5. | Clément Russo        | França U23               | + 0s     |
| 6. | Mark Downey          | República da Irlanda U23 | + 0s     |
| 7. | Michael O'Loughlin   | República da Irlanda U23 | + 0s     |
| 8. | Uladzimir Harakhavik | Bielorrússia U23         | + 0s     |
| 9. | Francesco Romano     | Itália U23               | + 0s     |
| 10. | Fabio Jakobsen       | Países Baixos U23        | + 0s     |

| \| Classificação geral \| Classificação geral \| Classificação geral \| Classificação geral \| Classificação geral \| \| Ciclista \| Ciclista \| Equipe \| Tempo \| \| \| ------------------- \| -------------------- \| ------------------------ \| ------------------- \| ------------------- \| \| 1. \| Patrick Gamper \| Áustria U23 \| 19h40m36s \| \| \| 2. \| Ilya Volkau \| Bielorrússia U23 \| + 1m23s \| \| \| 3. \| Kasper Asgreen \| Dinamarca U23 \| + 3m45s \| \| \| 4. \| Christopher Lawless \| Grã-Bretanha U23 \| + 3m47s \| \| \| 5. \| Kristoffer Halvorsen \| Noruega U23 \| + 3m49s \| \| \| 6. \| Álvaro Hodeg \| Colômbia U23 \| + 3m49s \| \| \| 7. \| Alan Banaszek \| Polónia U23 \| + 3m49s \| \| \| 8. \| Simon Guglielmi \| Auvergne-Rhône-Alpes U23 \| + 3m49s \| \| \| 9. \| Neilson Powless \| Estados Unidos U23 \| + 3m49s \| \| \| 10. \| Joris Nieuwenhuis \| Países Baixos U23 \| + 3m49s \| \| |                      |                          |           |
| |                      |                          |           |
| |                      |                          |           |
| Classificação geral |                      |                          |           |
| Ciclista | Ciclista             | Equipe                   | Tempo     |
| 1. | Patrick Gamper       | Áustria U23              | 19h40m36s |
| 2. | Ilya Volkau          | Bielorrússia U23         | + 1m23s   |
| 3. | Kasper Asgreen       | Dinamarca U23            | + 3m45s   |
| 4. | Christopher Lawless  | Grã-Bretanha U23         | + 3m47s   |
| 5. | Kristoffer Halvorsen | Noruega U23              | + 3m49s   |
| 6. | Álvaro Hodeg         | Colômbia U23             | + 3m49s   |
| 7. | Alan Banaszek        | Polónia U23              | + 3m49s   |
| 8. | Simon Guglielmi      | Auvergne-Rhône-Alpes U23 | + 3m49s   |
| 9. | Neilson Powless      | Estados Unidos U23       | + 3m49s   |
| 10. | Joris Nieuwenhuis    | Países Baixos U23        | + 3m49s   |

### 7.ª etapa
| Saint-Gervais-les-Bains - Hauteluce | alta montanha | (118,4 km) |

| \| Classificação por etapas \| Classificação por etapas \| Classificação por etapas \| Classificação por etapas \| Classificação por etapas \| \| Ciclista \| Ciclista \| Equipe \| Tempo \| \| \| ------------------------ \| ------------------------ \| ------------------------ \| ------------------------ \| ------------------------ \| \| 1. \| Egan Bernal \| Colômbia U23 \| 3h14m23s \| \| \| 2. \| James Knox \| Grã-Bretanha U23 \| + 59s \| \| \| 3. \| Bjorg Lambrecht \| Bélgica U23 \| + 1m08s \| \| \| 4. \| Lucas Hamilton \| Austrália U23 \| + 1m08s \| \| \| 5. \| Niklas Eg \| Dinamarca U23 \| + 1m08s \| \| \| 6. \| Matteo Fabbro \| Itália U23 \| + 1m08s \| \| \| 7. \| Tobias Foss \| Noruega U23 \| + 1m08s \| \| \| 8. \| Michal Schlegel \| Chéquia U23 \| + 1m12s \| \| \| 9. \| Markus Freiberger \| Áustria U23 \| + 1m17s \| \| \| 10. \| Daniel Felipe Martínez \| Colômbia U23 \| + 1m23s \| \| |                        |                  |          |
| |                        |                  |          |
| |                        |                  |          |
| Classificação por etapas |                        |                  |          |
| Ciclista | Ciclista               | Equipe           | Tempo    |
| 1. | Egan Bernal            | Colômbia U23     | 3h14m23s |
| 2. | James Knox             | Grã-Bretanha U23 | + 59s    |
| 3. | Bjorg Lambrecht        | Bélgica U23      | + 1m08s  |
| 4. | Lucas Hamilton         | Austrália U23    | + 1m08s  |
| 5. | Niklas Eg              | Dinamarca U23    | + 1m08s  |
| 6. | Matteo Fabbro          | Itália U23       | + 1m08s  |
| 7. | Tobias Foss            | Noruega U23      | + 1m08s  |
| 8. | Michal Schlegel        | Chéquia U23      | + 1m12s  |
| 9. | Markus Freiberger      | Áustria U23      | + 1m17s  |
| 10. | Daniel Felipe Martínez | Colômbia U23     | + 1m23s  |

| \| Classificação geral \| Classificação geral \| Classificação geral \| Classificação geral \| Classificação geral \| \| Ciclista \| Ciclista \| Equipe \| Tempo \| \| \| ------------------- \| ------------------- \| ------------------- \| ------------------- \| ------------------- \| \| 1. \| Egan Bernal \| Colômbia U23 \| 22h58m47s \| \| \| 2. \| James Knox \| Grã-Bretanha U23 \| + 1m00s \| \| \| 3. \| Bjorg Lambrecht \| Bélgica U23 \| + 1m09s \| \| \| 4. \| Lucas Hamilton \| Austrália U23 \| + 1m09s \| \| \| 5. \| Niklas Eg \| Dinamarca U23 \| + 1m09s \| \| |                 |                  |           |
| |                 |                  |           |
| |                 |                  |           |
| Classificação geral |                 |                  |           |
| Ciclista | Ciclista        | Equipe           | Tempo     |
| 1. | Egan Bernal     | Colômbia U23     | 22h58m47s |
| 2. | James Knox      | Grã-Bretanha U23 | + 1m00s   |
| 3. | Bjorg Lambrecht | Bélgica U23      | + 1m09s   |
| 4. | Lucas Hamilton  | Austrália U23    | + 1m09s   |
| 5. | Niklas Eg       | Dinamarca U23    | + 1m09s   |

### 8.ª etapa
| Albertville - Sainte-Foy-Tarentaise | alta montanha | (120,5 km) |

| \| Classificação por etapas \| Classificação por etapas \| Classificação por etapas \| Classificação por etapas \| Classificação por etapas \| \| Ciclista \| Ciclista \| Equipe \| Tempo \| \| \| ------------------------ \| ------------------------ \| ------------------------ \| ------------------------ \| ------------------------ \| \| 1. \| Egan Bernal \| Colômbia U23 \| 3h51m18s \| \| \| 2. \| Bjorg Lambrecht \| Bélgica U23 \| + 0s \| \| \| 3. \| Niklas Eg \| Dinamarca U23 \| + 3s \| \| \| 4. \| Tobias Foss \| Noruega U23 \| + 3s \| \| \| 5. \| Lucas Hamilton \| Austrália U23 \| + 19s \| \| \| 6. \| James Knox \| Grã-Bretanha U23 \| + 34s \| \| \| 7. \| Steff Cras \| Bélgica U23 \| + 40s \| \| \| 8. \| Michal Schlegel \| Chéquia U23 \| + 54s \| \| \| 9. \| Jonas Gregaard \| Dinamarca U23 \| + 58s \| \| \| 10. \| Michael Storer \| Austrália U23 \| + 1m19s \| \| |                 |                  |          |
| |                 |                  |          |
| |                 |                  |          |
| Classificação por etapas |                 |                  |          |
| Ciclista | Ciclista        | Equipe           | Tempo    |
| 1. | Egan Bernal     | Colômbia U23     | 3h51m18s |
| 2. | Bjorg Lambrecht | Bélgica U23      | + 0s     |
| 3. | Niklas Eg       | Dinamarca U23    | + 3s     |
| 4. | Tobias Foss     | Noruega U23      | + 3s     |
| 5. | Lucas Hamilton  | Austrália U23    | + 19s    |
| 6. | James Knox      | Grã-Bretanha U23 | + 34s    |
| 7. | Steff Cras      | Bélgica U23      | + 40s    |
| 8. | Michal Schlegel | Chéquia U23      | + 54s    |
| 9. | Jonas Gregaard  | Dinamarca U23    | + 58s    |
| 10. | Michael Storer  | Austrália U23    | + 1m19s  |

| \| Classificação geral \| Classificação geral \| Classificação geral \| Classificação geral \| Classificação geral \| \| Ciclista \| Ciclista \| Equipe \| Tempo \| \| \| ------------------- \| ------------------- \| ------------------- \| ------------------- \| ------------------- \| \| 1. \| Egan Bernal \| Colômbia U23 \| 26h50m05s \| \| \| 2. \| Bjorg Lambrecht \| Bélgica U23 \| + 1m09s \| \| \| 3. \| Niklas Eg \| Dinamarca U23 \| + 1m12s \| \| \| 4. \| Lucas Hamilton \| Austrália U23 \| + 1m28s \| \| \| 5. \| James Knox \| Grã-Bretanha U23 \| + 1m34s \| \| \| 6. \| Steff Cras \| Bélgica U23 \| + 2m03s \| \| \| 7. \| Michal Schlegel \| Chéquia U23 \| + 2m06s \| \| \| 8. \| Tobias Foss \| Noruega U23 \| + 2m11s \| \| \| 9. \| Michael Storer \| Austrália U23 \| + 3m08s \| \| \| 10. \| Jai Hindley \| Austrália U23 \| + 4m02s \| \| |                 |                  |           |
| |                 |                  |           |
| |                 |                  |           |
| Classificação geral |                 |                  |           |
| Ciclista | Ciclista        | Equipe           | Tempo     |
| 1. | Egan Bernal     | Colômbia U23     | 26h50m05s |
| 2. | Bjorg Lambrecht | Bélgica U23      | + 1m09s   |
| 3. | Niklas Eg       | Dinamarca U23    | + 1m12s   |
| 4. | Lucas Hamilton  | Austrália U23    | + 1m28s   |
| 5. | James Knox      | Grã-Bretanha U23 | + 1m34s   |
| 6. | Steff Cras      | Bélgica U23      | + 2m03s   |
| 7. | Michal Schlegel | Chéquia U23      | + 2m06s   |
| 8. | Tobias Foss     | Noruega U23      | + 2m11s   |
| 9. | Michael Storer  | Austrália U23    | + 3m08s   |
| 10. | Jai Hindley     | Austrália U23    | + 4m02s   |

### 9.ª etapa
| Bourg Saint Maurice - Albiez-Montrond | alta montanha | (107,4 km) |

| \| Classificação por etapas \| Classificação por etapas \| Classificação por etapas \| Classificação por etapas \| Classificação por etapas \| \| Ciclista \| Ciclista \| Equipe \| Tempo \| \| \| ------------------------ \| ------------------------ \| ------------------------ \| ------------------------ \| ------------------------ \| \| 1. \| Pavel Sivakov \| Rússia U23 \| 3h03m27s \| \| \| 2. \| Neilson Powless \| Estados Unidos U23 \| + 2m31s \| \| \| 3. \| Dmitry Strakhov \| Rússia U23 \| + 3m01s \| \| \| 4. \| Egan Bernal \| Colômbia U23 \| + 3m01s \| \| \| 5. \| Jonas Gregaard \| Dinamarca U23 \| + 3m01s \| \| \| 6. \| Bjorg Lambrecht \| Bélgica U23 \| + 3m01s \| \| \| 7. \| Lucas Hamilton \| Austrália U23 \| + 3m01s \| \| \| 8. \| Niklas Eg \| Dinamarca U23 \| + 3m01s \| \| \| 9. \| Matteo Fabbro \| Itália U23 \| + 3m01s \| \| \| 10. \| Tobias Foss \| Noruega U23 \| + 3m01s \| \| |                 |                    |          |
| |                 |                    |          |
| |                 |                    |          |
| Classificação por etapas |                 |                    |          |
| Ciclista | Ciclista        | Equipe             | Tempo    |
| 1. | Pavel Sivakov   | Rússia U23         | 3h03m27s |
| 2. | Neilson Powless | Estados Unidos U23 | + 2m31s  |
| 3. | Dmitry Strakhov | Rússia U23         | + 3m01s  |
| 4. | Egan Bernal     | Colômbia U23       | + 3m01s  |
| 5. | Jonas Gregaard  | Dinamarca U23      | + 3m01s  |
| 6. | Bjorg Lambrecht | Bélgica U23        | + 3m01s  |
| 7. | Lucas Hamilton  | Austrália U23      | + 3m01s  |
| 8. | Niklas Eg       | Dinamarca U23      | + 3m01s  |
| 9. | Matteo Fabbro   | Itália U23         | + 3m01s  |
| 10. | Tobias Foss     | Noruega U23        | + 3m01s  |

## Classificações finais
- As classificações finalizaram da seguinte forma:[6]

### Classificação geral
| \| Classificação geral \| Classificação geral \| Classificação geral \| Classificação geral \| Classificação geral \| \| Ciclista \| Ciclista \| Equipe \| Tempo \| \| \| ------------------- \| ------------------- \| ------------------- \| ------------------- \| ------------------- \| \| 1. \| Egan Bernal \| Colômbia U23 \| 29h56m33s \| \| \| 2. \| Bjorg Lambrecht \| Bélgica U23 \| + 1m09s \| \| \| 3. \| Niklas Eg \| Dinamarca U23 \| + 1m12s \| \| \| 4. \| Lucas Hamilton \| Austrália U23 \| + 1m28s \| \| \| 5. \| Steff Cras \| Bélgica U23 \| + 2m03s \| \| \| 6. \| Michal Schlegel \| Chéquia U23 \| + 2m06s \| \| \| 7. \| Tobias Foss \| Noruega U23 \| + 2m11s \| \| \| 8. \| James Knox \| Grã-Bretanha U23 \| + 2m38s \| \| \| 9. \| Michael Storer \| Austrália U23 \| + 3m14s \| \| \| 10. \| Jai Hindley \| Austrália U23 \| + 4m10s \| \| \| 11. \| Dmitry Strakhov \| Rússia U23 \| + 5m04s \| \| \| 12. \| Artem Nych \| Rússia U23 \| + 6m07s \| \| \| 13. \| Jonas Gregaard \| Dinamarca U23 \| + 6m59s \| \| \| 14. \| Marc Hirschi \| Suíça U23 \| + 7m12s \| \| \| 15. \| Valentin Madouas \| França U23 \| + 7m37s \| \| |                  |                  |           |
| |                  |                  |           |
| Fonte: ProCyclingStats |                  |                  |           |
| Classificação geral |                  |                  |           |
| Ciclista | Ciclista         | Equipe           | Tempo     |
| 1. | Egan Bernal      | Colômbia U23     | 29h56m33s |
| 2. | Bjorg Lambrecht  | Bélgica U23      | + 1m09s   |
| 3. | Niklas Eg        | Dinamarca U23    | + 1m12s   |
| 4. | Lucas Hamilton   | Austrália U23    | + 1m28s   |
| 5. | Steff Cras       | Bélgica U23      | + 2m03s   |
| 6. | Michal Schlegel  | Chéquia U23      | + 2m06s   |
| 7. | Tobias Foss      | Noruega U23      | + 2m11s   |
| 8. | James Knox       | Grã-Bretanha U23 | + 2m38s   |
| 9. | Michael Storer   | Austrália U23    | + 3m14s   |
| 10. | Jai Hindley      | Austrália U23    | + 4m10s   |
| 11. | Dmitry Strakhov  | Rússia U23       | + 5m04s   |
| 12. | Artem Nych       | Rússia U23       | + 6m07s   |
| 13. | Jonas Gregaard   | Dinamarca U23    | + 6m59s   |
| 14. | Marc Hirschi     | Suíça U23        | + 7m12s   |
| 15. | Valentin Madouas | França U23       | + 7m37s   |

### Classificação por pontos
| Classificação por pontos | Classificação por pontos | Classificação por pontos | Classificação por pontos | Classificação por pontos |
| Ciclista                 | Ciclista                 | Equipe                   | Pontos                   |                          |
| ------------------------ | ------------------------ | ------------------------ | ------------------------ | ------------------------ |
| 1.                       | Kristoffer Halvorsen     | Noruega U23              | 127 pts                  |                          |
| 2.                       | Emmanuel Morin           | França U23               | 52 pts                   |                          |
| 3.                       | Imerio Cima              | Itália U23               | 52 pts                   |                          |
| 4.                       | Uladzimir Harakhavik     | Bielorrússia U23         | 48 pts                   |                          |
| 5.                       | Bjorg Lambrecht          | Bélgica U23              | 46 pts                   |                          |
| 6.                       | Christopher Lawless      | Grã-Bretanha U23         | 45 pts                   |                          |
| 7.                       | Simon Sellier            | França U23               | 40 pts                   |                          |
| 8.                       | Dmitry Strakhov          | Rússia U23               | 36 pts                   |                          |
| 9.                       | Neilson Powless          | Estados Unidos U23       | 35 pts                   |                          |
| 10.                      | Joris Nieuwenhuis        | Países Baixos U23        | 32 pts                   |                          |

### Classificação da montanha
| Classificação da montanha | Classificação da montanha | Classificação da montanha | Classificação da montanha | Classificação da montanha |
| Ciclista                  | Ciclista                  | Equipe                    | Pontos                    |                           |
| ------------------------- | ------------------------- | ------------------------- | ------------------------- | ------------------------- |
| 1.                        | Pavel Sivakov             | Rússia U23                | 50 pts                    |                           |
| 2.                        | Egan Bernal               | Colômbia U23              | 46 pts                    |                           |
| 3.                        | James Knox                | Grã-Bretanha U23          | 44 pts                    |                           |
| 4.                        | Bjorg Lambrecht           | Bélgica U23               | 43 pts                    |                           |
| 5.                        | Neilson Powless           | Estados Unidos U23        | 30 pts                    |                           |
| 6.                        | Lucas Hamilton            | Austrália U23             | 29 pts                    |                           |
| 7.                        | Valentin Madouas          | França U23                | 27 pts                    |                           |
| 8.                        | Daniel Felipe Martínez    | Colômbia U23              | 22 pts                    |                           |
| 9.                        | Martin Schäppi            | Suíça U23                 | 22 pts                    |                           |
| 10.                       | Niklas Eg                 | Dinamarca U23             | 21 pts                    |                           |

### Classificação por equipas
| Classificação por equipes | Classificação por equipes | Classificação por equipes | Classificação por equipes |
| Equipe                    | Equipe                    | Tempo                     |                           |
| ------------------------- | ------------------------- | ------------------------- | ------------------------- |
| 1.                        | Austrália U23             | 89h58m31s                 |                           |
| 2.                        | Dinamarca U23             | + 16m41s                  |                           |
| 3.                        | Rússia U23                | + 21m52s                  |                           |
| 4.                        | Suíça U23                 | + 25m06s                  |                           |
| 5.                        | Colômbia U23              | + 34m54s                  |                           |
| 6.                        | França U23                | + 41m53s                  |                           |
| 7.                        | Bélgica U23               | + 44m16s                  |                           |
| 8.                        | Noruega U23               | + 1h02m32s                |                           |
| 9.                        | Luxemburgo U23            | + 1h15m34s                |                           |
| 10.                       | Estados Unidos U23        | + 1h26m44s                |                           |

## Evolução das classificações
| Etapa                 | Vencedor              | Classificação geral Maillot jaune | Classificação por pontos Maillot vert | Classificação da montanha Maillot à pois rouges | Classificação por equipas Classement par équipe | Prêmio da combatividad Prix de combativité |
| --------------------- | --------------------- | --------------------------------- | ------------------------------------- | ----------------------------------------------- | ----------------------------------------------- | ------------------------------------------ |
| 1.ª                   | Kasper Asgreen        | Kasper Asgreen                    | Kasper Asgreen                        | Valentin Madouas                                | Dinamarca sub-23                                | Kasper Asgreen                             |
| 2.ª                   | Fabio Jakobsen        | Kasper Asgreen                    | Kristoffer Halvorsen                  | Matthew Teggart                                 | Dinamarca sub-23                                | Adrien Garel                               |
| 3.ª                   | Kristoffer Halvorsen  | Kasper Asgreen                    | Kristoffer Halvorsen                  | Matthew Teggart                                 | Dinamarca sub-23                                | Justin Oien                                |
| 4.ª                   | Christopher Lawless   | Kasper Asgreen                    | Kristoffer Halvorsen                  | Matthew Teggart                                 | Dinamarca sub-23                                | Léo Danes                                  |
| 5.ª                   | Vasili Strokau        | Patrick Gamper                    | Kristoffer Halvorsen                  | Vasili Strokau                                  | Bielorrússia sub-23                             | Ilya Volkau                                |
| 6.ª                   | Álvaro Hodeg          | Patrick Gamper                    | Kristoffer Halvorsen                  | Matthew Teggart                                 | Bielorrússia sub-23                             | Michael O'Loughlin                         |
| 7.ª                   | Egan Bernal           | Egan Bernal                       | Kristoffer Halvorsen                  | Johannes Schinnagel                             | Austrália sub-23                                | Johannes Schinnagel                        |
| 8.ª                   | Egan Bernal           | Egan Bernal                       | Kristoffer Halvorsen                  | James Knox                                      | Austrália sub-23                                | Niklas Eg                                  |
| 9.ª                   | Pavel Sivakov         | Egan Bernal                       | Kristoffer Halvorsen                  | Pavel Sivakov                                   | Austrália sub-23                                | Pavel Sivakov                              |
| Classificações finais | Classificações finais | Egan Bernal                       | Kristoffer Halvorsen                  | James Knox                                      | Austrália sub-23                                | Não se entregou                            |

## UCI World Ranking
O Tour de l'Avenir outorga pontos para o UCI WorldTour de 2017 e o UCI World Ranking, este último para corredores das equipas nas categorias UCI ProTeam, Profissional Continental e Equipas Continentais. As seguintes tabelas mostram o barómetro de pontuação e os 10 corredores que obtiveram mais pontos:
| Posição             | 1.º | 2.º | 3.º | 4.º | 5.º | 6.º | 7.º | 8.º | 9.º | 10.º | 11.º-15.º | 16.º-20.º |
| Classificação geral | 140 | 110 | 80  | 60  | 50  | 40  | 30  | 20  | 10  | 6    | 3         | 1         |
| Por etapa           | 15  | 9   | 5   |     |     |     |     |     |     |      |           |           |
| Líder               | 2   |     |     |     |     |     |     |     |     |      |           |           |

| Classificação | Classificação        | Classificação          | Classificação | Classificação | Classificação | Classificação |
| Posição       | Ciclista             | Equipa                 | Geral         | Etapa         | Líder         | Total         |
| ------------- | -------------------- | ---------------------- | ------------- | ------------- | ------------- | ------------- |
| 1.º           | Egan Bernal          | Colômbia sub-23        | 140           | 30            | 6             | 176           |
| 2.º           | Bjorg Lambrecht      | Bélgica sub-23         | 110           | 14            | -             | 124           |
| 3.º           | Niklas Eg            | Dinamarca sub-23       | 80            | 5             | -             | 85            |
| 4.º           | Lucas Hamilton       | Austrália sub-23       | 60            | -             | -             | 60            |
| 5.º           | Steff Cras           | Bélgica sub-23         | 50            | -             | -             | 50            |
| 6.º           | Michal Schlegel      | República Checa sub-23 | 40            | -             | -             | 40            |
| 7.º           | Kristoffer Halvorsen | Noruega sub-23         | -             | 34            | -             | 34            |
| 8.º           | Tobias Foss          | Noruega sub-23         | 30            | -             | -             | 30            |
| 9.º           | James Knox           | Reino Unido sub-23     | 20            | 9             | -             | 29            |
| 10.º          | Kasper Asgreen       | Dinamarca sub-23       | -             | 15            | 8             | 23            |